# Trogopterus xanthipes
Trogopterus xanthipes мешкає в південнокитайських провінціях Хубей, Хунань, Гуйчжоу, Сичуань та Юньнань. Загальна назва походить від зубів, які відрізняються від зубів інших видів летяг.

## Поширення та середовище існування
Trogopterus xanthipes є рідними для змішаних лісів китайських провінцій Хубей, Хунань, Гуйчжоу, Сичуань та Юньнань, а також Тибетського регіону. Тут вони будують свої гнізда в дуплах дерев, скелях та скельних тріщинах, розташованих у середньому на висоті 30 м над рівнем землі. Їхнє середовище існування коливається приблизно від 1360 до 2750 м. Втрата середовища існування є найбільшою загрозою для виду, хоча його популяція також сильно скоротилася через полювання та відлов.

## Спосіб життя
Вдень Trogopterus xanthipes сплять у своїх гніздах; вночі вони вилітають на пошуки горіхів, фруктів та своєї основної їжі – свіжого дубового листя. Летяги досягають статевої зрілості приблизно у 22 місяці та народжують від одного до чотирьох дитинчат після періоду вагітності трохи менше трьох місяців.

## Характеристики
Зовні Trogopterus xanthipes мало відрізняється від інших летяг; найяскравішою рисою є чорні пучки волосся біля основи вух. Хутро зверху сіро-коричневе, а знизу біле. Морда та хвіст мають червонуватий блиск. Довжина голови й тулуба становить близько 30 см, а хвіст майже такий самий. Унікальна будова тіла дозволяє цим тваринам планувати на відстані до 400 м. Це дозволяє їм переміщатися безпосередньо з дерева на дерево, не ступаючи на лісову підстилку.